# 제 간공
제 간공(齊簡公, ? ~ 기원전 481년, 재위 기원전 484년 ~ 기원전 481년)은 제나라의 제29대 후작이다. 이름은 임(壬)이다.

## 사적
아버지가 포씨에게 시해당한 후 제나라 사람들에게 옹립되었다.
임금이 되고서, 아버지와 함께 노나라에 달아나 있을 때의 총신 감지(闞止, 監止)를 중용하여, 전성자와 같이 좌 · 우상으로 삼았다. 대부 어앙이 둘 중 하나만을 쓰도록 간언했으나 듣지 않았다.
자아가 살인한 전씨 일족 전역을 잡아들였는데, 전씨 일족이 전역을 구출했다. 전씨 일족 중에 전표라는 사람이 감지를 섬기고 있었는데, 감지가 전씨를 제거하고 자신으로 전씨를 대신해 주겠다고 하자 거절하고 전씨 일족에게 이를 말했다. 전자행은 이를 듣고 선수를 쳐 적을 제압하고자 공궁에 주둔했다. 당시 간공은 부인과 함께 서울을 나가 단대(檀臺)에 있었는데, 전씨가 이러는 것을 듣고 분노해 치려 했으나 태사자여의 반대로 이를 그쳤다. 한편 전성자도 간공이 노여워한다는 말을 듣고 달아나려 했으나 전자행의 간언을 듣고 그만뒀다. 자아가 전씨의 암살 시도를 빠져나와 자기 무리를 모아 전씨를 공격했으나 이기지 못해 달아나다 풍구(豐丘) 사람이 자아를 사로잡아 전씨에게 넘겨줘 전씨에게 죽임을 당했다. 이에 간공도 달아났으나 전씨의 추격을 받아 서주에서 사로잡혔고, 예전에 어앙의 말을 듣지 않은 것을 후회했다. 전성자는 간공이 복위하면 자기를 죽일 것 같아 간공을 시해했다.